# Centeterus quadriceps
Centeterus quadriceps là một loài tò vò trong họ Ichneumonidae.